# Vincent Hart
Pas d'image ? Cliquez ici

b Matchs officiels uniquement.
Dernière mise à jour le 30/7/2019.
Vincent Hart, dit Vinny, né le 17 mars 1994, est un joueur belge de rugby à XV et de rugby à sept. Il joue pour l'équipe de Belgique de rugby à sept.

## Biographie
Vincent Hart a notamment participé aux 27èmes Universiade d'été de 2013 à Kazan. Il a marqué 18 essais (meilleur marqueur) et 177 points (meilleur réalisateur) lors du Seven's Grand Prix Series 2014. Il a ensuite été opéré des ligaments croisés et n'a dès lors pas participé au Seven's Grand Prix Series 2015. Le 9 avril 2016, il retrouve l'équipe nationale lors du Melrose 7’s, à Aberdeen en Ecosse.
Il étudie à l'Université de Nottingham et évolue au sein de son club de rugby à XV.
En 2017, Vincent Hart est engagé à la Wisbech Grammar school en tant que professeur de mathématiques.
Après une année d'enseignement en mathématiques, vincent heart a quitté l'enseignement pour poursuivre sa carrière de viticulteur. il étudie actuellement une maîtrise en brasserie à l'université d'Edimbourg.

## Palmarès
Les 8 et 9 juin à Lyon, la Belgique finit 2e de la manche française du Seven's Grand Prix Series 2014 derrière la France.